# Five Finger Death Punch
Five Finger Death Punch, povremeno zvan Death Punch i skraćivan kao 5FDP i FFDP, američki je heavy metal sastav iz Las Vegasa, Nevada. Osnovani 2005. godine, ime sastava dolazi iz kung fu filma The Five Fingers of Death. Prvobitni članovi sastava bili su vokalist Ivan Moody, gitarist Zoltan Bathory, gitarist Caleb Andrew Bingham, basist Matt Snell, i bubnjar Jeremy Spencer. Binghama je zamijenio gitarist Darrell Roberts 2006. godine, koji je kasnije zamijenjen Jasonom Hookom 2009. godine. Basist Matt Snell napustio je sastav 2010. godine, a zamijenio ga je Chris Kael tek 2011. godine.
Five Finger Death Punchov prvi album The Way of the Fist objavljen je 2007. godine, koji je postigao ogroman uspjeh, prodavajući se u više od pola milijuna primjeraka u SAD-u. Godine 2009. izlazi drugi album War Is the Answer koji je postigao još veći uspjeh od prijašnjeg, prodavajući se u više od milijun kopija, što je sastavu pridonijelo veliku popularnost. Treći album sastava, American Capitalist, objavljen je u listopadu 2011. godine te je ubrzo dosegao zlatni status. Ostala tri albuma (Wrong Side Of Heaven Vol 1. i Vol 2., i "Got Your Six") također su dosegli zlatni status.

## Članovi
Trenutna postava
- Zoltan Bathory – ritam gitara (2005.–danas), bas-gitara (2005.), gitara (2005.)
- Jeremy Spencer – bubnjevi (2005.–danas), vokali (2005.)
- Ivan Moody – glavni vokali (2006.–danas)
- Jason Hook – gitara, preteći vokali (2009.–danas)
- Chris Kael – bas-gitara, preteći vokali (2010.–danas)

Bivši članovi
- Caleb Andrew Bingham – gitara, preteći vokali (2005. – 2006.)
- Darrell Roberts – gitara, preteći vokali (2006. – 2009.)
- Matt Snell – bas-gitara, preteći vokali (2005. – 2010.)

## Diskografija
Studijski albumi
- The Way of the Fist (2007.)
- War Is the Answer (2009.)
- American Capitalist (2011.)
- The Wrong Side of Heaven and the Righteous Side of Hell, Volume 1 (2013.)
- The Wrong Side of Heaven and the Righteous Side of Hell, Volume 2 (2013.)
- Got Your Six (2015.)
- And Justice for None (2018.)
- F8 (2020.)
- AfterLife (2022.)